# HD 187123
HD 187123 — звезда главной последовательности G-класса 8-й звёздной величины, находящаяся примерно в 156 световых годах от нас в созвездии Лебедь. Её не видно невооружённым глазом, но легко рассмотреть в бинокль или телескоп. В 1998 году группой астрономов было объявлено об открытии планеты HD 187123 b. Затем в 2006 году была открыта вторая планета в системе — HD 187123 c. Обе планеты были подтверждены в 2009 году.

## Планетная система
| Планета | Масса (MJ)      | Радиус (RJ) | Период обращения (дней) | Большая полуось орбиты(а.е.) | Эксцентриситет орбиты |
| ------- | --------------- | ----------- | ----------------------- | ---------------------------- | --------------------- |
| b       | ≥ 0,523 ± 0,043 | ?           | 3,0965828 ± 0,0000078   | 0,0426 ± 0,0025              | 0,0103 ± 0,0059       |
| c       | ≥ 1,99 ± 0,25   | ?           | 3810 ± 420              | 4,89 ± 0,53                  | 0,252 ± 0,033         |